# Жерар, Жюль
Сесиль Жюль Базиль Жерар (фр. Cécile Jules Basile Gérard; 14 июня 1817, Пиньян, Франция, — сентябрь 1864, река Йонг, Сьерра-Леоне) — французский офицер, прозванный «le Tueur de lions» (убийца львов). 
Служил до 1855 года в Алжире и приобрел европейскую известность своей охотой на львов.
Арабы называли его «le terrible Franc». Утонул в реке Йонг во время экспедиции по внутренней Африке.
Упоминается как автор книги об охоте на львов в романе Альфонса Додэ «Тартарен из Тараскона».

## Сочинения
- «La chasse au lion» (2 изд., 1856)
- «Tueur de lions» (2 изд., 1858).